# Asociación Valenciana de Meteorología
La Asociación Valenciana de Meteorologia Josep Peinado (Avamet; en valenciano, Associació Valenciana de Meteorologia Josep Peinado) es una asociación meteorológica sin ánimo de lucro que tiene como meta principal hacer llegar la meteorología a todos los rincones de la Comunidad Valenciana.

## Historia
Avamet fue constituida en 2011 con el nombre «Asociación Valenciana de Aficionados a la Meteorología Josep Peinado». Se le añadió el nombre de «Josep Peinado» en honor al desaparecido aficionado a la meteorología valenciano que faltó en 2010. El hecho de que él quisiera instaurar la asociación impulsa a los diversos socios fundadores para crear Avamet.
Desde ese año, el número de socios ha ido aumentando poco a poco pasando de 20 iniciales, hasta los más de 700 socios actuales de todas las edades que integran la asociación y las más de 600 estaciones a tiempo real que forman su red.

## Objetivos
Sus principales objetivos son:
- Fomentar la afición a la meteorología como servicio de instrucción individual, de comunicación entre aficionados y estudios técnicos entre personas que se interesan por esta ciencia con carácter exclusivamente personal y sin fines de lucro.
- Colaborar, dentro de las posibilidades de la Asociación, con las autoridades en materia que se refiera a la meteorología.
- Fomentar la unión y camaradería entre los aficionados a la meteorología, facilitándoles su mutuo conocimiento y aprecio.
- Estimular la investigación meteorológica en general.
- Representar a sus asociados , y los aficionados en general que lo deseen, ante cualquier otra entidad pública o privada y frente a entidades extranjeras de análogos fines, velando por sus intereses.
- Prestar a sus asociados todos los servicios relacionados con la práctica de la afición a la meteorología que se establezcan.
- Colaborar de forma altruista y solidaria en la realización de proyectos relacionados con la meteorología.

## Actividades y convenios
Para llevar a cabo estos objetivos, la asociación realiza diversas reuniones y encuentros de asociados; conferencias y jornadas divulgativas; excursiones y viajes interesantes para la asociación; creación de bancos de datos climatológicos; realización de concursos con temática de meteorología, climatología o medio ambiente; instalaciones de estaciones meteorológicas y el más importante de todos, el establecimiento de convenios de colaboración con otras asociaciones o entidades públicas o privadas para enriquecer la base de conocimiento de la asociación.
Actualmente AVAMET colabora con:
- El Instituto Valenciano de Investigaciones Agrarias (IVIA)
- La Universidad de Alicante
- La empresa de información meteorológica Inforatge
- La empresa de detección de rayos Météorage
- 112 Comunidad Valenciana y Vaersa
- À Punt Mèdia
- Instituto de Ecología Litoral
- Ayuntamientos, institutos y otras empresas menores relacionadas con la meteorología.

## Datos de observatorios meteorológicos
En la página web de Avamet se registran datos históricos y actuales de más de 650 estaciones meteorológicas, pudiendo seleccionar por fecha; municipio; provincia, o por todo el territorio de la Comunidad Valenciana.
A 29  de octubre de  2024 un sistema convectivo de mesoescala, provocó lluvias torrenciales que acumularon más de 600 l/m² en algunos de los observatorios de Avamet, con Turís a la cabeza: 640,8 l/m² en el observatorio de Canyapar; con  Chiva (España): 600,2 l/m² en el observatorio de los Felipes, lo que produjo el desbordamiento de varios ríos y barrancos en la vertiente mediterránea y una serie de inundaciones relámpago que fueron especialmente catastróficas en la provincia de Valencia (ver Gota fría de 2024 en España).